# Ельмаков, Виктор Александрович
Виктор Александрович Ельмаков (10 июля 1936, с. Богатырёво, АЧССР — 28 апреля 1998, Новосибирск) — советский и российский журналист, главный редактор общественно-политического вещания Новосибирского комитета по телевидению и радиовещанию (1970—1980), собственный корреспондент ТАСС по Новосибирской области (1980 - 1998).

## Биография
Родился 10 июля 1936 года в селе Богатырёво Цивильского района (АЧССР).  Отец Александр Порфирьевич окончил факультет животноводства Московской сельскохозяйственной Академии им. Тимирязева. Во время Великой Отечественной войны был направлен в Поволжье директором конного завода, поставлявшего на фронт лошадей для войск кавалерии. Внёс большой вклад в развитие образовательной системы родного края, а также привил тягу к знаниям своим детям.  . Мать Феодора Павловна была домохозяйкой, родила и воспитала десять детей, каждый из которых впоследствии получил высшее образование.
Лишившись после войны обоих родителей, в12 лет был направлен в детский дом, где воспитывался до завершения школы.  В детском доме смог успешно завершить начатое музыкальное образование и окончить  музыкальную школу по классу трубы. В школе серьезно увлекался шахматами, занимал призовые места на Всесоюзном конкурсе юных шахматистов, за что был премирован поездкой в Грузию "по сталинским местам". Заниматься шахматами продолжал всю последующую жизнь, неоднократно побеждал на шахматных соревнованиях среди журналистов. 
После окончания школы, пробовал сдать вступительные экзамены в Московский государственный университет, но не прошёл по конкурсу; затем на протяжении года трудился в Подмосковье, был военнослужащим в Советской армии, работал в армейских газетах, играл на трубе в военном полковом оркестре.
В 1958 году  поступил на факультет журналистики в МГУ, после окончания которого распределился  на Новосибирское радио, где прошел путь от должности редактора «Последних известий»  до главного редактора общественно-политического вещания, которую занимал с сентября 1970 до июня 1980 года.
С лета 1981 года — собственный корреспондент ТАСС по Новосибирской области.
Похоронен на Заельцовском кладбище Новосибирска (квартал 103).